# Ben Iden Payne
Ben Iden Payne (5. september 1881 – 6. april 1976) var en engelsk skuespiller, instruktør og lærer. Han blev født i Newcastle-on-Tyne og voksede op i Manchester, hvor han modtog skolegang. I 1899, da han indledte sin karriere, havde han kun meget små roller, men blev instruktør ved Abbey Theatre i en kort periode i 1907. Efter dette vendte han tilbage til Manchester for at arbejde med Annie Elizabeth Fredericka Horniman. I 1913 emigrerede han til USA og arbejde ved et teater dér og underviste desuden ved the Carnegie Institute of Technology i Pittsburgh og University of Texas.
Prisen The B. Iden Payne Award, som gives til skuespillere for fremragende bidrag til teaterverdenen i Austin, Texas, er opkaldt efter Payne. Ét af de tre teatre ved University of Texas er også opkaldt efter ham.